# Tomáš Navrátil
Tomáš Navrátil (* 21. května 1983 Bruntál) je český politik, od roku 2024 senátor za obvod č. 68 – Opava, od roku 2024 zastupitel Moravskoslezského kraje, od roku 2018 primátor města Opava, dříve člen ČSSD, od roku 2017 člen hnutí ANO.

## Život
V letech 2002 až 2008 vystudoval obor ochrana životního prostředí v metalurgii na Fakultě metalurgie a materiálového inženýrství Vysoké školy báňské – Technické univerzity Ostrava (získal titul Ing.).
V roce 2014 uváděl jako povolání "specialista integrovaného systému řízení", v roce 2018 pak "generální ředitel". Působil ve vedení akciové společnosti Městský dopravní podnik Opava, od března 2013 do května 2014 a opět od března 2016 do února 2017 jako místopředseda představenstva a od května do prosince 2014 jako člen dozorčí rady. Od března do června 2018 byl předsedou představenstva akciové společnosti MARTECH HOLDING.
Tomáš Navrátil žije v Opavě, konkrétně v části Milostovice.

## Politická kariéra
V komunálních volbách v roce 2014 byl za ČSSD zvolen zastupitelem města Opavy. V roce 2017 však z ČSSD vystoupil, mandát zastupitele si však ponechal a přestoupil do zastupitelského klubu hnutí ANO 2011. Ve volbách v roce 2018 obhájil mandát zastupitele města již jako člen hnutí ANO 2011 na jeho kandidátce. Koalici složily vítězné hnutí ANO 2011, třetí uskupení "Piráti & Opavané", šesté hnutí Občané městských částí Opavy, sedmá KDU-ČSL a deváté uskupení "Zelená pro Opavu, sdružení Strany zelených a nezávislých kandidátů". Navrátil byl dne 5. listopadu 2018 zvolen novým primátorem města Opavy, ve funkci nahradil Radima Křupalu.
V komunálních volbách v roce 2022 obhájil z pozice lídra kandidátky hnutí ANO mandát zastupitele města. V polovině října 2022 byl opět zvolen primátorem města, když jeho vítězné hnutí ANO utvořilo koalici s hnutím Občané městských částí Opavy (OMČO) a uskupením „Zelená pro Opavu“.
V krajských volbách v roce 2024 byl z pozice člena hnutí ANO zvolen zastupitelem Moravskoslezského kraje. Původně figuroval na 14. místě, vlivem preferenčních hlasů skončil druhý.
Ve volbách do Senátu PČR v roce 2024 kandidoval za hnutí ANO v obvodu č. 68 – Opava. V prvním kole vyhrál, když získal 49,49 % hlasů. Ve druhém kole se utkal s kandidátem TOP 09, ODS a KDU-ČSL Herbertem Paverou, kterého porazil poměrem hlasů 63,68 % : 36,31 % a stal se tak senátorem.

## Kontroverze
V dubnu 2021 navrhl opavský zastupitel Libor Witassek odvolání primátora Navrátila. Mezi důvody uvedl netransparentní zadávání veřejných zakázek a právních služeb, a také snahy o přesun agendy města do soukromého sektoru. O odvolání primátora se hlasovalo v tajné volbě, které se nezúčastnili členové vládnoucí koalice. V důsledku toho nebyl získán dostatečný počet hlasů pro odvolání primátora, k odvolání chyběly čtyři hlasy.
V září 2023 jedna z nejvýraznějších byla situace, kdy na Facebooku “lajkoval” komentář, který vyzýval k násilí proti vládní pětikoalici. Navrátil i jeho manželka byli za tento krok kritizováni, zejména opozicí. Navrátil se bránil tvrzením, že nečetl celý komentář a že v žádném případě nepodporuje násilí. Tento incident vyvolal velkou veřejnou diskusi a kritiku.
V prosinci 2023 blog "Tichý hlas Opavy" zveřejnil informaci, že manželka primátora Opavy Nikol Navrátil, v minulosti příjmením Srovnalová, která vykonává funkci ředitelky mateřské školy Šrámkova, byla v minulosti opakovaně souzena za závažnou majetkovou trestnou činnost. V rámci dvanáctičlenné skupiny zlodějů v obchodních střediscích v Krnově, Opavě, Ostravě, Olomouci a Zlíně kradla především dámské oblečení, ale i obuv, spodní prádlo, drogistické zboží a knížky. Jak uvádí sám spolek, její odsouzení je již zahlazeno a nepropisuje se proto do výpisu z rejstříku trestů. Z pohledu zákona je tak bezúhonná. 
Primátor Opavy je často kritizován opozičními politiky za problémy spojené s projektem telematiky. Zástupci města pod vedením primátora Navrátila převzali v květnu 2023 projekt s ročním zpožděním a navzdory výhradám k jeho provedení. Od té doby město řeší odstranění zjištěných závad. Situace vedla k tomu, že město muselo vrátit dotaci ve výši 4,8 milionu korun. Podle vyjádření primátora stále probíhají jednání a není vyloučen ani soudní spor. Plynulý průjezd Opavou však nadále vázne. 
V srpnu 2024, před volbami do Senátu, zveřejnil opavský zastupitel Dominik Janků informace o netransparentním umístění volebních billboardů na městský majetek. Podle Janků umístil primátor Navrátil své billboardy dva dny předtím, než městská rada oficiálně schválila tuto možnost. Dominik Janků také uvedl, že o povolení k vyvěšení bannerů bylo možné žádat až po schválení vyhrazených ploch radou města. Kritizován byl také mechanismus zveřejnění ceníku, který byl platný od 1. srpna 2024, ale na webových stránkách Technických služeb Opava se objevil až 14. srpna, čímž byla znemožněna možnost využití plochy pro vyvěšení bannerů jinými subjekty.
Na 9. zasedání zastupitelstva města Opava konaného 9.9.2024 předložil člen opavské ODS návrh na odvolání primátora z funkce. Mezi důvody uvedla zhoršení kvality života ve městě, problematické veřejné zakázky a jejich nedostatečné řešení, a také obavy, že kandidatura primátora do Senátu mu nedovolí věnovat se naplno správě města a jeho potřebám.